# Acacia spirorbis
Acacia spirorbis är en ärtväxtart som beskrevs av Jacques-Julien Houtou de La Billardière. Acacia spirorbis ingår i släktet akacior, och familjen ärtväxter.

## Underarter
Arten delas in i följande underarter:
- A. s. solandri
- A. s. spirorbis

## Bildgalleri

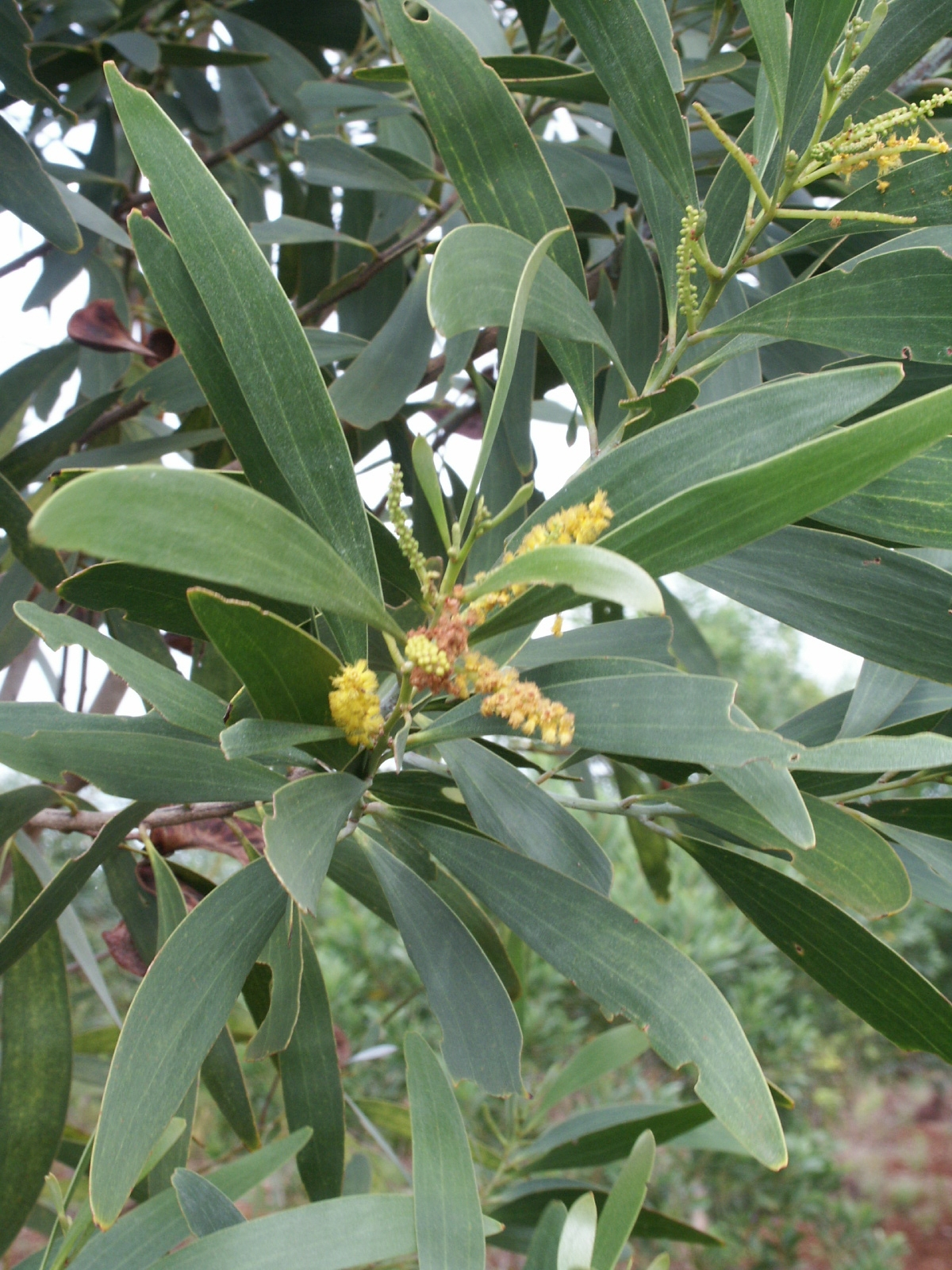
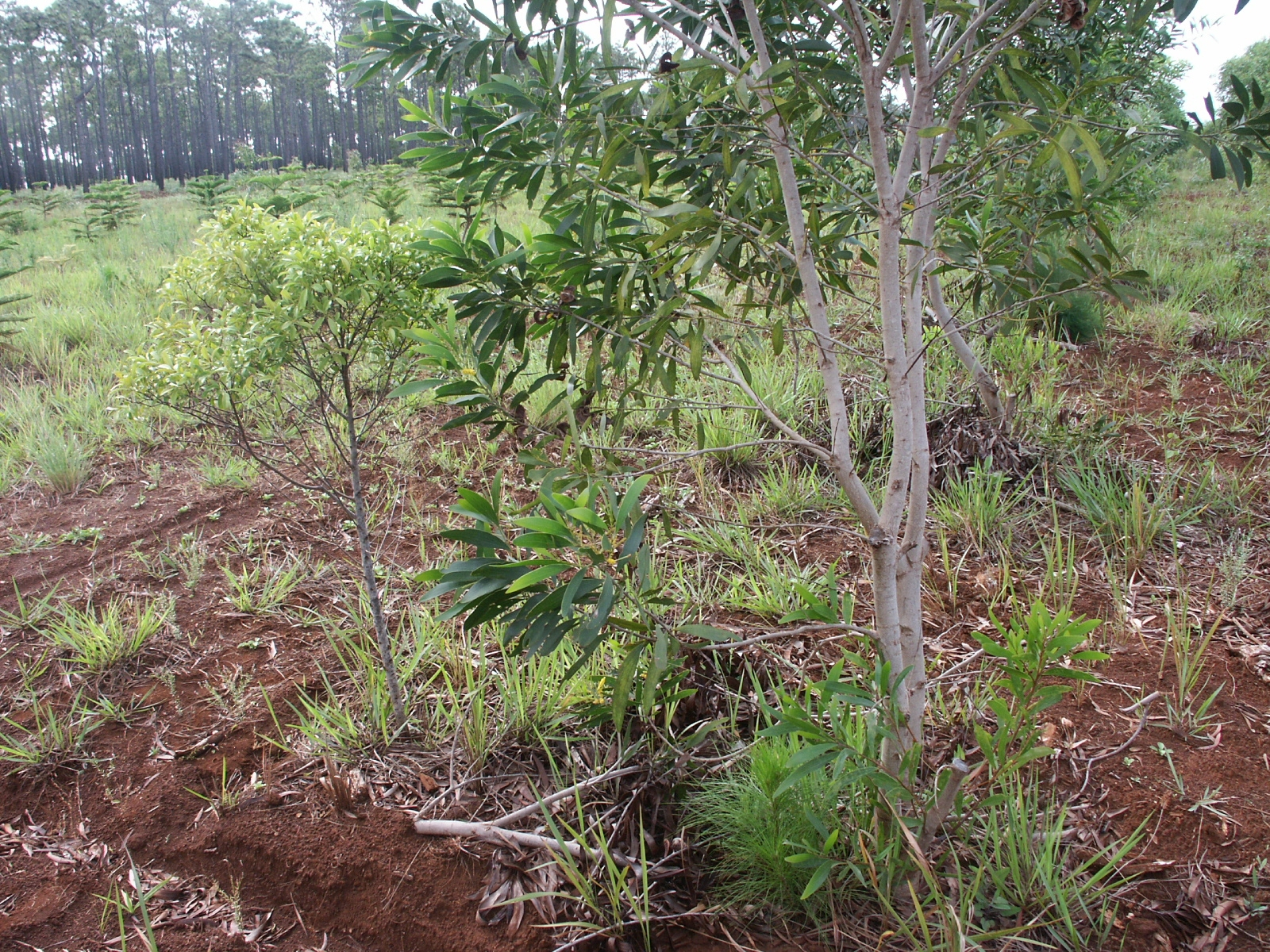
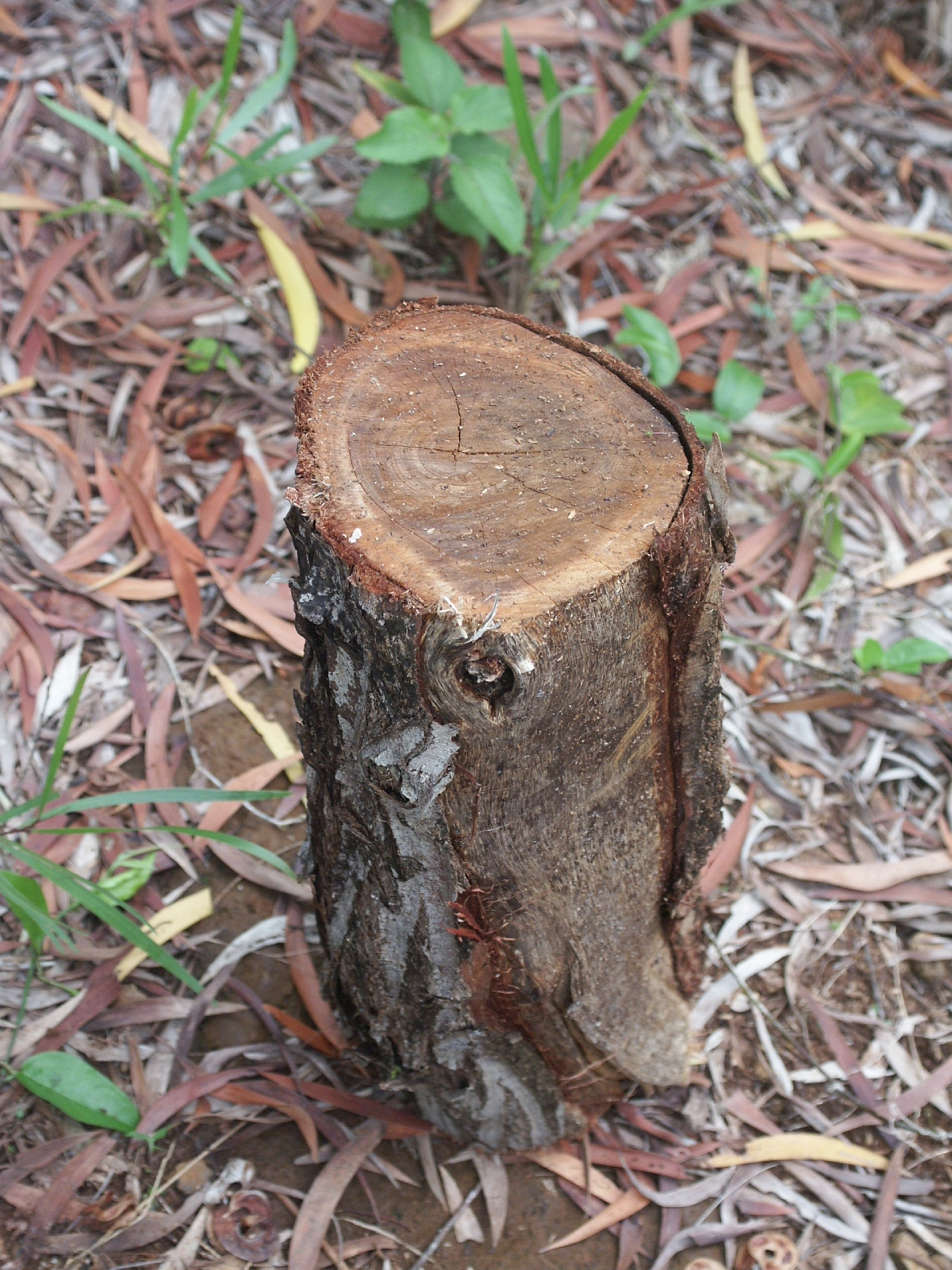
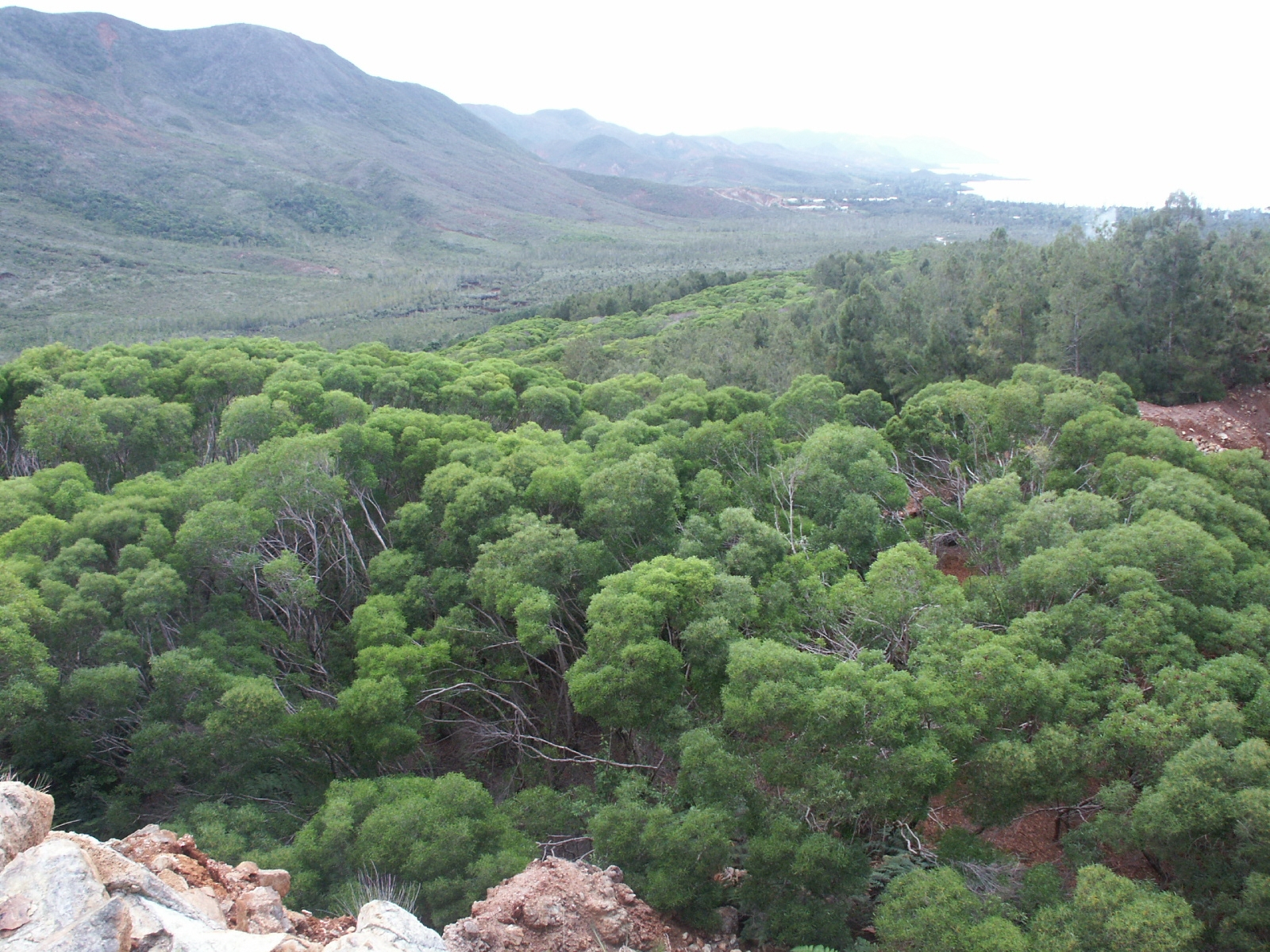
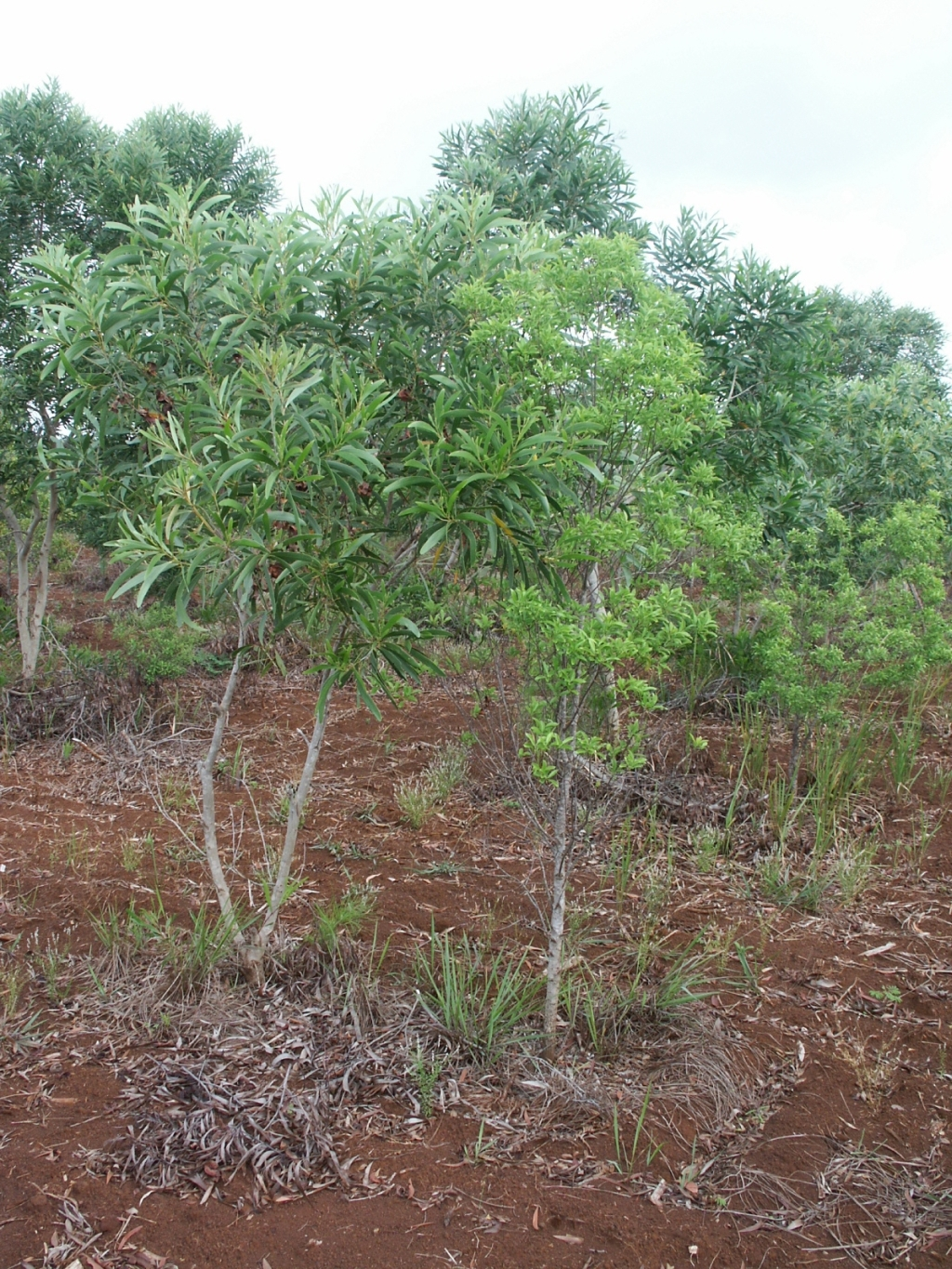
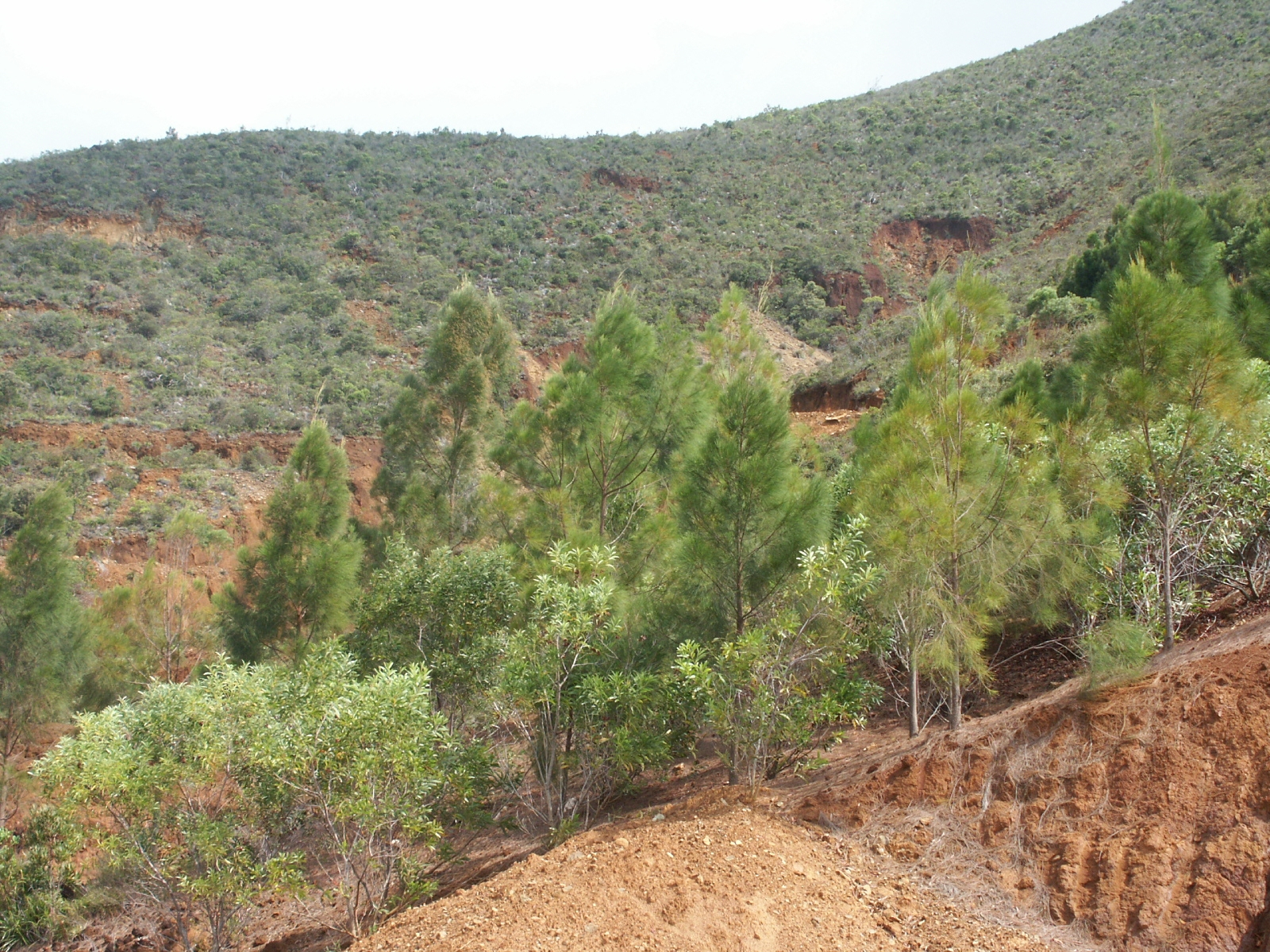